# Émilie Evershedová
Émilie Evershed, rozená Emilie Gabrielle Poullant de Gelbois (1800 Nantes – 19. ledna 1879 New Orleans) byla francouzská básnířka.
V letech 1817–1818 odcestovala se svým prvním manželem do Louisiany. Rozešli se a Émilie se znovu vdala za Thomase Eversheda roku 1824. Svá díla publikovala v Paříži v letech 1843 až 1850 (Victor Hugo měl uložen exemplář knihy Une Couronne blanche ve své knihovně v Guernesey).

## Dílo
- Églantine ou le secret, 1843
- Essais poétiques, 1843
- Esquisses poétiques, 1846
- Une Couronne blanche, 1850